# Ovtji chălmove
Ovtji chălmove (bulgariska: Овчи хълмове) är kullar i Bulgarien.   De ligger i regionen Pazardzjik, i den centrala delen av landet, 90 km öster om huvudstaden Sofia.